# Miriam Altman
Miriam Altman é uma economista, empresária, ativista social, e estrategista Sul-Africana.

## Educação
Altman cursou economia na McGill University e se formou bacharel em 1984. Ela então passou a cursar um Ph.D. em economia pela Universidade de Manchester em 1996.

## Carreira
Altman atuou como Diretora Executiva no Conselho de Pesquisa em Ciências Humanas, onde trabalhou no projeto "Employment Scenarios", seu maior projeto, de 2002 a 2012. O objetivo do projeto foi utilizar o conhecimento das partes interessadas, governo, setor privado, trabalho e academia, a fim de viabilizar soluções para reduzir o alto desemprego da África do Sul.  Foi Chefe de Estratégia e Assuntos Regulatórios da Telkom de junho de 2013 a abril de 2016.
Atualmente trabalha meio período como Comissária da Comissão Nacional de Planejamento no Gabinete da Presidência - o paraestatal encarregado de orientar o planejamento de longo prazo para a África do Sul - onde esteve recentemente desde 2010. Ela foi renomeada para um segundo mandato em setembro de 2015.
Além dos papéis acima mencionados, ela também é professora visitante na Universidade de Tsinghua, e bolsista não residente no Centro de Mercados Emergentes da China Europe International Business School (CEIBS) em Xangai. Altman é uma prolífica pesquisadora com dezenas de publicações acadêmicas e artigos políticos publicados.